# Pro Bowl 1978
Match précédent Match suivant
Le AFC-NFC Pro Bowl 1978 est le Match des étoiles de football américain de la National Football League pour la saison 1977. Il se joue au Tampa Stadium à Tampa le 23 janvier 1978 entre les meilleurs joueurs des deux conférences de la NFL, la National Football Conference et l'American Football Conference. La rencontre est remportée sur le score de 14 à 13 par l'équipe représentant la National Football Conference.